# Tennis Borussia Berlin 1980-1981
Questa voce raccoglie le informazioni riguardanti il Tennis Borussia Berlino nelle competizioni ufficiali della stagione 1980-1981.

## Stagione
Nella stagione 1980-1981 il Tennis Borussia Berlino, allenato da Toni Burghardt, Peter Eggert e Bernd Erdmann, concluse il campionato di 2. Bundesliga al 17º posto. In Coppa di Germania il Tennis Borussia Berlino fu eliminato al primo turno dall'Osnabrück.

## Rosa
| N. |                     | Ruolo | Calciatore               |
| -- | ------------------- | ----- | ------------------------ |
|    | Germania (bandiera) | P     | Jürgen Bucher            |
|    | Germania (bandiera) | P     | Peter Endrulat           |
|    | Germania (bandiera) | D     | Frank Hanisch            |
|    | Serbia (bandiera)   | D     | Momir Karadžić           |
|    | Germania (bandiera) | D     | Harry Kleinfeld          |
|    | Germania (bandiera) | D     | Manfred Krüger           |
|    | Germania (bandiera) | D     | Frank-Michael Marczewski |
|    | Germania (bandiera) | D     | Frank Mischke            |
|    | Germania (bandiera) | D     | Friedhelm Schütte        |
|    | Germania (bandiera) | C     | Peter Fraßmann           |
|    | Germania (bandiera) | C     | Andreas Hinze            |
|    | Germania (bandiera) | C     | Frank Kramer             |

| N. |                     | Ruolo | Calciatore            |
| -- | ------------------- | ----- | --------------------- |
|    | Germania (bandiera) | C     | Eddy Malura           |
|    | Germania (bandiera) | C     | Hans-Jürgen Salewski  |
|    | Germania (bandiera) | C     | Jürgen Schulz         |
|    | Germania (bandiera) | A     | Heikko Glöde          |
|    | Germania (bandiera) | A     | Thomas Grunenberg     |
|    | Germania (bandiera) | A     | Christian Müller      |
|    | Germania (bandiera) | A     | Jürgen Schäfer        |
|    | Germania (bandiera) | A     | Wolfgang Schilling    |
|    | Germania (bandiera) | A     | Thorsten Schlumberger |
|    | Germania (bandiera) | A     | Norbert Stolzenburg   |
|    | Germania (bandiera) | A     | Peter Vogel           |

## Organigramma societario
Area tecnica
- Allenatore: Bernd Erdmann, Fritz Schollmeyer
- Allenatore in seconda:
- Preparatore dei portieri:
- Preparatori atletici:

## Calciomercato

### Sessione estiva
| Acquisti | Acquisti          | Acquisti        | Acquisti |
| R.       | Nome              | da              | Modalità |
| -------- | ----------------- | --------------- | -------- |
| P        | Jürgen Bucher     | MTV Ingolstadt  |          |
| C        | Peter Fraßmann    | Preußen Münster |          |
| C        | Eddy Malura       | First Vienna    |          |
| D        | Frank Mischke     | TeBe Berlino II |          |
| D        | Friedhelm Schütte | Preußen Münster |          |

| Cessioni | Cessioni        | Cessioni        | Cessioni |
| R.       | Nome            | a               | Modalità |
| -------- | --------------- | --------------- | -------- |
| C        | Norbert Schmitz | Fortuna Colonia |          |

### Sessione invernale
| Acquisti | Acquisti              | Acquisti       | Acquisti |
| R.       | Nome                  | da             | Modalità |
| -------- | --------------------- | -------------- | -------- |
| A        | Thorsten Schlumberger | Hertha Berlino |          |

| Cessioni | Cessioni       | Cessioni       | Cessioni |
| R.       | Nome           | a              | Modalità |
| -------- | -------------- | -------------- | -------- |
| D        | Jochem Ziegert | Hertha Berlino |          |

## Risultati

### 2. Bundesliga

#### Girone di andata
| Arbitro: | Malbranc |

|                |           |  |
| Grunenberg 70’ | Marcatori |  |

| Arbitro: | Filipiak |

|                 |           |              |
| Pallaks 9’, 11’ | Marcatori | 34’ Karadžić |

| Arbitro: | Schön |

|  |           |              |
|  | Marcatori | 27’ Kostedde |

| Lüdenscheid 20 agosto 1980 4ª giornata | Rot-Weiß Lüdenscheid | 0 – 0 referto | TeBe Berlino | Stadion Nattenberg (1 800 spett.)\| Arbitro: \| Retzmann \| |
| Arbitro:                               | Retzmann             |               |              |                                                             |

| Arbitro: | Kohnen |

|                              |           |                          |
| Karadžić 39’ Stolzenburg 84’ | Marcatori | 21’, 43’ Schatzschneider |

| Arbitro: | Wippker |

|                                  |           |  |
| Reiners 34’ (rig.) Hünerlage 52’ | Marcatori |  |

| Arbitro: | Schütte |

|                 |           |  |
| Stolzenburg 85’ | Marcatori |  |

| Arbitro: | Milkert |

|            |           |            |
| Bartel 88’ | Marcatori | 76’ Malura |

| Arbitro: | Teichert |

|                         |           |                          |
| Malura 34’ Fraßmann 84’ | Marcatori | 21’ Bockenfeld 76’ Majgl |

| Arbitro: | Winkler |

|                                                  |           |                                     |
| Snater 3’, 28’ Fesser 25’ Brendel 56’ Wolter 71’ | Marcatori | 10’, 35’ Stolzenburg 72’ Grunenberg |

| Arbitro: | Mölm |

|                 |           |  |
| Ohling 47’, 49’ | Marcatori |  |

| Arbitro: | Risse |

|                           |           |                         |
| Malura 10’ Grunenberg 27’ | Marcatori | 19’ Ochmann 67’ Schmitz |

| Arbitro: | Möller |

|                             |           |                            |
| Guðlaugsson 55’ Schmitz 80’ | Marcatori | 73’ Stolzenburg 82’ Malura |

| Arbitro: | Kespohl |

|                 |           |            |
| Stolzenburg 30’ | Marcatori | 12’ Thomas |

| Arbitro: | Kopka |

|                                     |           |  |
| Zavišić 15’ Pahl 24’, 33’ Keute 71’ | Marcatori |  |

| Arbitro: | Osmers |

|                 |           |  |
| Stolzenburg 83’ | Marcatori |  |

| Arbitro: | Zittrich |

|            |           |               |
| Hamann 89’ | Marcatori | 73’ Schilling |

| Arbitro: | Heitmann |

|                      |           |             |
| Schilling 82’ (rig.) | Marcatori | 90’ Fischer |

| Arbitro: | Waltert |

|                   |           |           |
| Hupe 47’ Lenz 62’ | Marcatori | 73’ Vogel |

| Arbitro: | Horeis |

|                |           |             |
| Stolzenburg 2’ | Marcatori | 16’ Eickels |

| Arbitro: | Diekert |

|                         |           |  |
| Remark 35’ Wesseler 72’ | Marcatori |  |

#### Girone di ritorno
| Arbitro: | Stark |

|              |           |  |
| Mill 6’, 13’ | Marcatori |  |

| Arbitro: | Kespohl |

|               |           |             |
| Glöde 4’, 75’ | Marcatori | 47’ Pallaks |

| Arbitro: | Nolte |

|                                |           |  |
| Möhlmann 13’ Kostedde 26’, 45’ | Marcatori |  |

| Arbitro: | Prinz |

|              |           |  |
| Sandhowe 61’ | Marcatori |  |

| Arbitro: | Hennig |

|             |           |                                                     |
| Schütte 61’ | Marcatori | 2’ Killmaier 68’ Gruler 87’ Mohr 90’ (aut.) Schütte |

| Arbitro: | Zimmermann |

|             |           |  |
| Fraßmann 3’ | Marcatori |  |

| Arbitro: | Diekert |

|                         |           |                                  |
| Rogoznica 14’ Fagot 78’ | Marcatori | 28’ Stolzenburg 32’ Schlumberger |

| Arbitro: | Roth |

|                            |           |                               |
| Schäfer 1’ Stolzenburg 43’ | Marcatori | 30’, 53’ Mannebach 85’ Kaczor |

| Arbitro: | Uhlig |

|               |           |              |
| Bockenfeld 8’ | Marcatori | 16’ Fraßmann |

| Arbitro: | Ohmsen |

|                                      |           |                           |
| Schlumberger 22’, 66’ Marczewski 42’ | Marcatori | 52’ Schwarck 84’ Schröder |

| Berlino 28 marzo 1981 32ª giornata | TeBe Berlino | 0 – 0 referto | Oldenburg | Stadio Olimpico (1 046 spett.)\| Arbitro: \| Wahmann \| |
| Arbitro:                           | Wahmann      |               |           |                                                         |

| Arbitro: | Gathmann |

|                              |           |  |
| Brücken 10’, 72’ Ochmann 61’ | Marcatori |  |

| Arbitro: | Glasneck |

|                 |           |                     |
| Stolzenburg 71’ | Marcatori | 19’ Linßen 32’ Goll |

| Arbitro: | Kohnen |

|              |           |                                         |
| Sinnigen 62’ | Marcatori | 35’ Malura 72’ Fraßmann 88’ Stolzenburg |

| Arbitro: | Risse |

|           |           |                    |
| Glöde 64’ | Marcatori | 35’, 67’, 86’ Worm |

| Arbitro: | Welling |

|  |           |            |
|  | Marcatori | 57’ Schulz |

| Arbitro: | Filipiak |

|                                     |           |            |
| Schlumberger 14’ Schilling 46’, 72’ | Marcatori | 90’ Möller |

| Arbitro: | Assenmacher |

|           |           |              |
| Melis 22’ | Marcatori | 9’ Schilling |

| Arbitro: | Retzmann |

|            |           |                      |
| Malura 81’ | Marcatori | 49’ Lenz 55’ Seegler |

| Arbitro: | Kespohl |

|                                                             |           |                                    |
| Hayduk 8’, 88’ Kleppinger 64’ (rig.) Sagna 65’ Bebensee 75’ | Marcatori | 40’ Schilling 81’, 88’ Stolzenburg |

| Arbitro: | Prinz |

|  |           |           |
|  | Marcatori | 12’ Drews |

### Coppa di Germania
| Arbitro: | Möller |

|                                  |           |  |
| Tune-Hansen 116’ Olaidotter 118’ | Marcatori |  |

## Statistiche

### Statistiche di squadra
| Competizione      | Punti | In casa | In casa | In casa | In casa | In casa | In casa | In trasferta | In trasferta | In trasferta | In trasferta | In trasferta | In trasferta | Totale | Totale | Totale | Totale | Totale | Totale | DR  |
| Competizione      | Punti | G       | V       | N       | P       | Gf      | Gs      | G            | V            | N            | P            | Gf           | Gs           | G      | V      | N      | P      | Gf     | Gs     | DR  |
| ----------------- | ----- | ------- | ------- | ------- | ------- | ------- | ------- | ------------ | ------------ | ------------ | ------------ | ------------ | ------------ | ------ | ------ | ------ | ------ | ------ | ------ | --- |
| 2. Bundesliga     | 32    | 21      | 7       | 7       | 7       | 27      | 29      | 21           | 2            | 7            | 12           | 20           | 42           | 42     | 9      | 14     | 19     | 47     | 71     | -24 |
| Coppa di Germania | -     | 0       | 0       | 0       | 0       | 0       | 0       | 1            | 0            | 0            | 1            | 0            | 2            | 1      | 0      | 0      | 1      | 0      | 2      | -2  |
| Totale            | 32    | 21      | 7       | 7       | 7       | 27      | 29      | 22           | 2            | 7            | 13           | 20           | 44           | 43     | 9      | 14     | 20     | 47     | 73     | -26 |

### Andamento in campionato
| Giornata  | 1 | 2  | 3  | 4  | 5  | 6  | 7  | 8  | 9  | 10 | 11 | 12 | 13 | 14 | 15 | 16 | 17 | 18 | 19 | 20 | 21 | 22 | 23 | 24 | 25 | 26 | 27 | 28 | 29 | 30 | 31 | 32 | 33 | 34 | 35 | 36 | 37 | 38 | 39 | 40 | 41 | 42 |
| --------- | - | -- | -- | -- | -- | -- | -- | -- | -- | -- | -- | -- | -- | -- | -- | -- | -- | -- | -- | -- | -- | -- | -- | -- | -- | -- | -- | -- | -- | -- | -- | -- | -- | -- | -- | -- | -- | -- | -- | -- | -- | -- |
| Luogo     | C | T  | C  | T  | C  | T  | C  | T  | C  | T  | T  | C  | T  | C  | T  | C  | T  | C  | T  | C  | T  | T  | C  | T  | T  | C  | C  | T  | C  | T  | C  | C  | T  | C  | T  | C  | T  | C  | T  | C  | T  | C  |
| Risultato | V | P  | P  | N  | N  | P  | V  | N  | N  | P  | P  | N  | N  | N  | P  | V  | N  | N  | P  | N  | P  | P  | V  | P  | P  | P  | V  | N  | P  | N  | V  | N  | P  | P  | V  | P  | V  | V  | N  | P  | P  | P  |
| Posizione | 9 | 11 | 18 | 16 | 17 | 17 | 15 | 15 | 13 | 15 | 19 | 18 | 16 | 17 | 18 | 16 | 15 | 15 | 16 | 16 | 16 | 17 | 16 | 17 | 17 | 19 | 18 | 19 | 19 | 18 | 18 | 17 | 17 | 17 | 17 | 17 | 16 | 15 | 14 | 16 | 17 | 17 |

Legenda:

Luogo: C = Casa; T = Trasferta. Risultato: V = Vittoria; N = Pareggio; P = Sconfitta.

### Statistiche dei giocatori
| Giocatore       | 2. Bundesliga | 2. Bundesliga | 2. Bundesliga | 2. Bundesliga | Coppa di Germania | Coppa di Germania | Coppa di Germania | Coppa di Germania | Totale   | Totale | Totale      | Totale     |
| Giocatore       | Presenze      | Reti          | Ammonizioni   | Espulsioni    | Presenze          | Reti              | Ammonizioni       | Espulsioni        | Presenze | Reti   | Ammonizioni | Espulsioni |
| --------------- | ------------- | ------------- | ------------- | ------------- | ----------------- | ----------------- | ----------------- | ----------------- | -------- | ------ | ----------- | ---------- |
| J. Bucher       | 26            | 0             | 0             | 0             | 1                 | 0                 | 0                 | 0                 | 27       | 0      | 0           | 0          |
| P. Endrulat     | 17            | 0             | 0             | 0             | 0                 | 0                 | 0                 | 0                 | 17       | 0      | 0           | 0          |
| P. Fraßmann     | 41            | 4             | 2             | 0             | 1                 | 0                 | 0                 | 0                 | 42       | 4      | 2           | 0          |
| H. Glöde        | 21            | 3             | 1             | 0             | 0                 | 0                 | 0                 | 0                 | 21       | 3      | 1           | 0          |
| T. Grunenberg   | 21            | 3             | 5             | 0             | 1                 | 0                 | 1                 | 0                 | 22       | 3      | 6           | 0          |
| F. Hanisch      | 16            | 0             | 1             | 0             | 1                 | 0                 | 0                 | 0                 | 17       | 0      | 1           | 0          |
| A. Hinze        | 11            | 0             | 1             | 0             | 1                 | 0                 | 0                 | 0                 | 12       | 0      | 1           | 0          |
| M. Karadžić     | 17            | 2             | 4             | 1             | 1                 | 0                 | 1                 | 0                 | 18       | 2      | 5           | 1          |
| H. Kleinfeld    | 4             | 0             | 0             | 0             | 0                 | 0                 | 0                 | 0                 | 4        | 0      | 0           | 0          |
| F. Kramer       | 5             | 0             | 0             | 0             | 0                 | 0                 | 0                 | 0                 | 5        | 0      | 0           | 0          |
| M. Krüger       | 0             | 0             | 0             | 0             | 0                 | 0                 | 0                 | 0                 | 0        | 0      | 0           | 0          |
| E. Malura       | 38            | 6             | 0             | 0             | 1                 | 0                 | 0                 | 0                 | 39       | 6      | 0           | 0          |
| F. Marczewski   | 35            | 1             | 6             | 0             | 1                 | 0                 | 0                 | 0                 | 36       | 1      | 6           | 0          |
| F. Mischke      | 15            | 0             | 0             | 0             | 0                 | 0                 | 0                 | 0                 | 15       | 0      | 0           | 0          |
| C. Müller       | 5             | 0             | 0             | 0             | 0                 | 0                 | 0                 | 0                 | 5        | 0      | 0           | 0          |
| H. Salewski     | 33            | 0             | 3             | 1             | 0                 | 0                 | 0                 | 0                 | 33       | 0      | 3           | 1          |
| W. Schilling    | 38            | 6             | 4             | 0             | 1                 | 0                 | 0                 | 0                 | 39       | 6      | 4           | 0          |
| T. Schlumberger | 19            | 4             | 1             | 0             | 0                 | 0                 | 0                 | 0                 | 19       | 4      | 1           | 0          |
| J. Schulz       | 34            | 1             | 2             | 0             | 0                 | 0                 | 0                 | 0                 | 34       | 1      | 2           | 0          |
| J. Schäfer      | 3             | 1             | 0             | 0             | 0                 | 0                 | 0                 | 0                 | 3        | 1      | 0           | 0          |
| F. Schütte      | 41            | 1             | 5             | 0             | 1                 | 0                 | 0                 | 0                 | 42       | 1      | 5           | 0          |
| N. Stolzenburg  | 36            | 14            | 2             | 0             | 1                 | 0                 | 1                 | 0                 | 37       | 14     | 3           | 0          |
| P. Vogel        | 15            | 1             | 0             | 0             | 1                 | 0                 | 0                 | 0                 | 16       | 1      | 0           | 0          |
| J. Ziegert      | 19            | 0             | 4             | 0             | 1                 | 0                 | 0                 | 0                 | 20       | 0      | 4           | 0          |